# Alcantarilla (Albacete)
Alcantarilla es una entidad de población española del municipio de Yeste, perteneciente a la provincia de Albacete, en la comunidad autónoma de Castilla-La Mancha.

## Historia
Hacia mediados del siglo XIX, el lugar, ya por entonces perteneciente a Yeste, tenía contabilizados 16 cortijos. Aparece descrito en el primer volumen del Diccionario geográfico-estadístico-histórico de España y sus posesiones de Ultramar de Pascual Madoz de la siguiente manera:

ALCANTARILLA: ald. en la prov. de Albacete, part. jud., térm. jurisd. y á 3 leg. entre S. y O. de Yeste: se compone de 16 cortijos, la mayor parte reunidos, y tiene un molino harinero y una huerta muy productiva, por ser tierra de buena calidad, con riego abundante tomado de un arroyo que nace en las montanas llamadas el Calar; lo demas del terreno es quebrado, con pinos que proporcionan buena madera de construccion. Se gobierna por un alc. p. dependiente de la municipalidad de Yeste.
(Madoz, 1845, p. 405)

En 2022, la entidad singular de población tenía empadronados 70 habitantes.